# Dick Grant
Dick Grant (eigentlich Richard Grant; * 3. August 1878 in Dufferin, Manitoba; † 9. Januar 1958 in St. Catharines, Ontario) war ein kanadischer Langstreckenläufer.
1896 wurde er kanadischer Meister im Zwei-Meilen-Lauf. Einem siebten Platz beim Boston-Marathon 1898 folgte 1899 an selber Stelle ein zweiter Platz. Mit seinem Bruder Alex Grant teilte er sich in diesem Jahr den US-Titel über fünf Meilen.
1900 wurde er Achter in Boston. Von der Harvard University wurde er für den Marathon der Olympischen Spiele in Paris nominiert. Ebenso wie sein Bruder Alex, der von der Harvard University entsandt wurde und über 800 m und 4000 m Hindernis startete, wurde er offiziell dem US-Team zugeordnet. 
Der olympische Marathon erwies sich als schlecht organisierte Veranstaltung. Nur sieben der 13 gestarteten Läufer erreichten das Ziel. Grant, der als Sechster ohne offiziell registrierte Zeit einlief, beklagte sich darüber, dass er, in aussichtsreicher Position liegend, von einem Fahrradfahrer umgestoßen worden sei.